# La casa del pasado
La casa del pasado (The house of the past, 15 de abril de 1904) es un cuento escrito por Algernon Blackwood, quien se caracterizó por sus obras fantásticas y su gran admiración hacia el ocultismo. Publicó unas diez antologías de cuentos y escribió algunas novelas. Al parecer en este cuento el autor nos habla sobre sus propias teorías acerca de las cosas sobrenaturales y la reencarnación.

## Sinopsis
Esta historia sin personajes precisos nos introduce a un mundo en el cual las memorias y los sueños son lo más importante para poder vivir.
¿Qué tanto dura un recuerdo? ¿Qué tan importante puede llegar a ser un beso? Algernon Blackwood explora mediante La casa del pasado a un sujeto que accede a la casa y comienza a tratar de recordar y reconocer olores, sonrisas, alegrías, tristezas, etc. El personaje pasa por cada una de las emociones que el ser humano podría experimentar para no dejar que sus allegados caigan en un sueño profundo lleno de tristeza y olvido.